# Vilayet de Kastamonu
1867–1922
Entités précédentes :
- Eyalet de Kastamonu (Empire ottoman)

Entités suivantes :
- République de Turquie

Le vilayet de Kastamonu est un vilayet (province) de l'Empire ottoman qui a existé de 1867 à 1922. Il se situait en Turquie actuelle, au bord de la mer Noire. Sa capitale était Kastamonu.

## Histoire

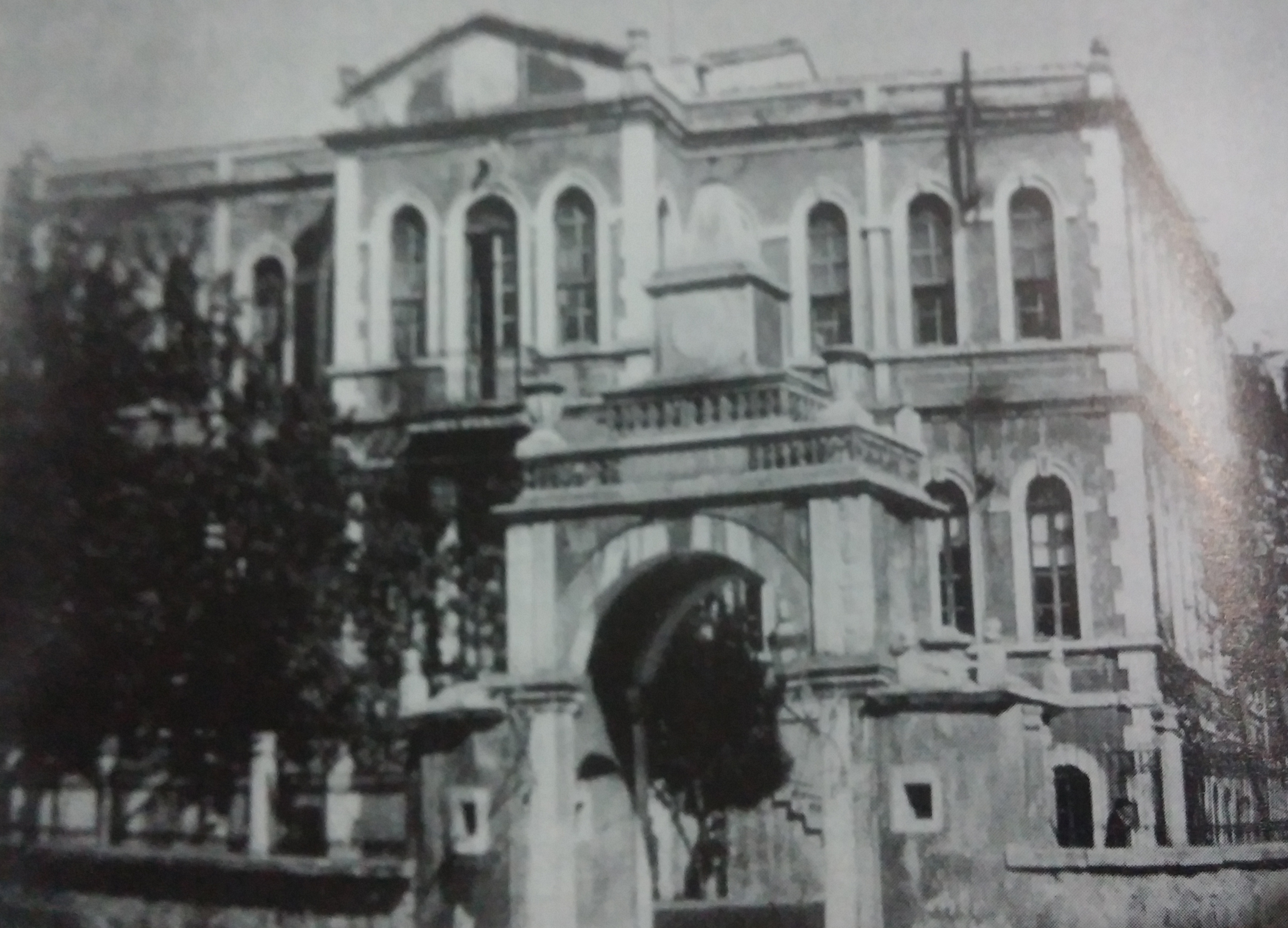
Kastamonu, le commandement et la tour de l'horloge, 1898

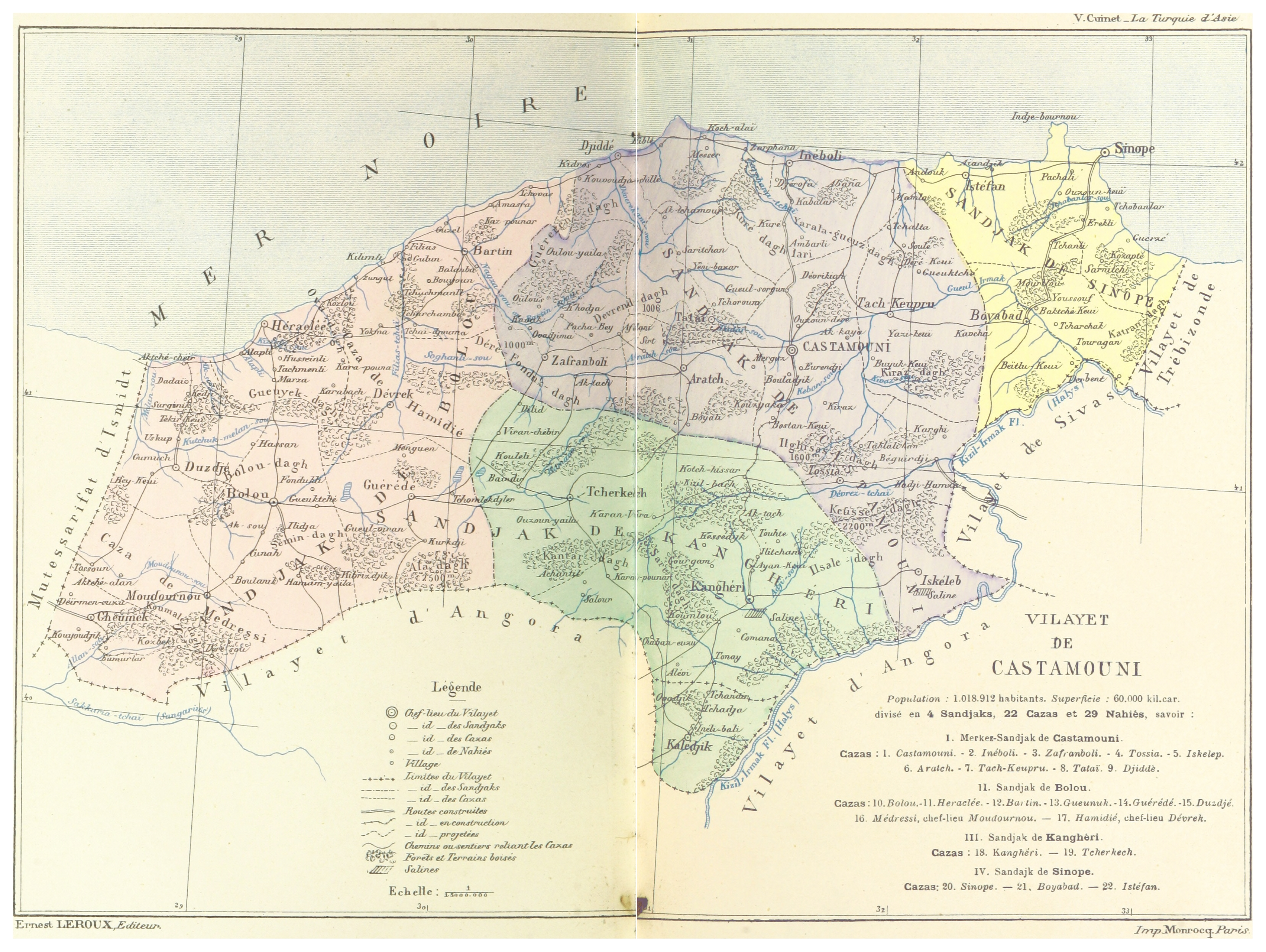
Vilayet de Kastamonu, Cuinet, 1895

Le vilayet de Kastamonu est créé en 1867 par la réforme administrative qui transforme les eyalets (ou pachaliks) en vilayets. Il est issu de l'ancien eyalet de Kastamonu. Le recensement de 1885 (publié en 1908) lui attribue une population de 1 009 460 habitants, les données de ce recensement étant considérées comme approximatives ou incertaines.
Au début du XXe siècle, selon le géographe britannique G.W. Prothero, cette région en grande partie montagneuse, de population presque entièrement musulmane, est une des plus retardataires d'Anatolie avec un réseau de transports insuffisant. Malgré la fertilité du sol, les paysans gagnent à peine de quoi survivre. La province produit du blé, de l'orge, du maïs, des pois chiches, des noix de galle et du chêne valonia (Quercus macrolepis), plus une petite culture de coton et d'opium. Seules les régions côtières exportent une partie de leur production. La région a une petite activité de confection de vêtements en laine, poil de chèvre (mohair) et coton, ainsi que de tapis, et de la construction navale à Sinope et İnebolu. Sinope, le principal port de la région, a une population de 8 000 habitants, en majorité Grecs, alors qu'İnebolu, 9 000 habitants, est majoritairement peuplée de Turcs.
Il existe des mines de plomb et de nickel. Les mines de charbon les plus importantes d'Anatolie se trouvent dans la région d'Héraclée et de Bolu ; elles sont exploitées par une compagnie française fondée en 1896, la Société française d'Héraclée, qui a obtenu la concession du port de Zonguldak. En 1912, ce port exporte 516 900 tonnes de charbon. Peu avant la Première Guerre mondiale, le consortium allemand Hugo Stinnes profite de l'alliance entre l'Allemagne et l'Empire ottoman pour racheter plusieurs petites concessions belges ; en 1916, il entreprend la construction d'un chemin de fer de Bolu à Zonguldak. Les concessions françaises sont nationalisées en 1914 lorsque l'Empire entre en guerre contre la France ; en 1917, elles sont regroupées dans un consortium dirigé par le groupe allemand Deutsche Bank.

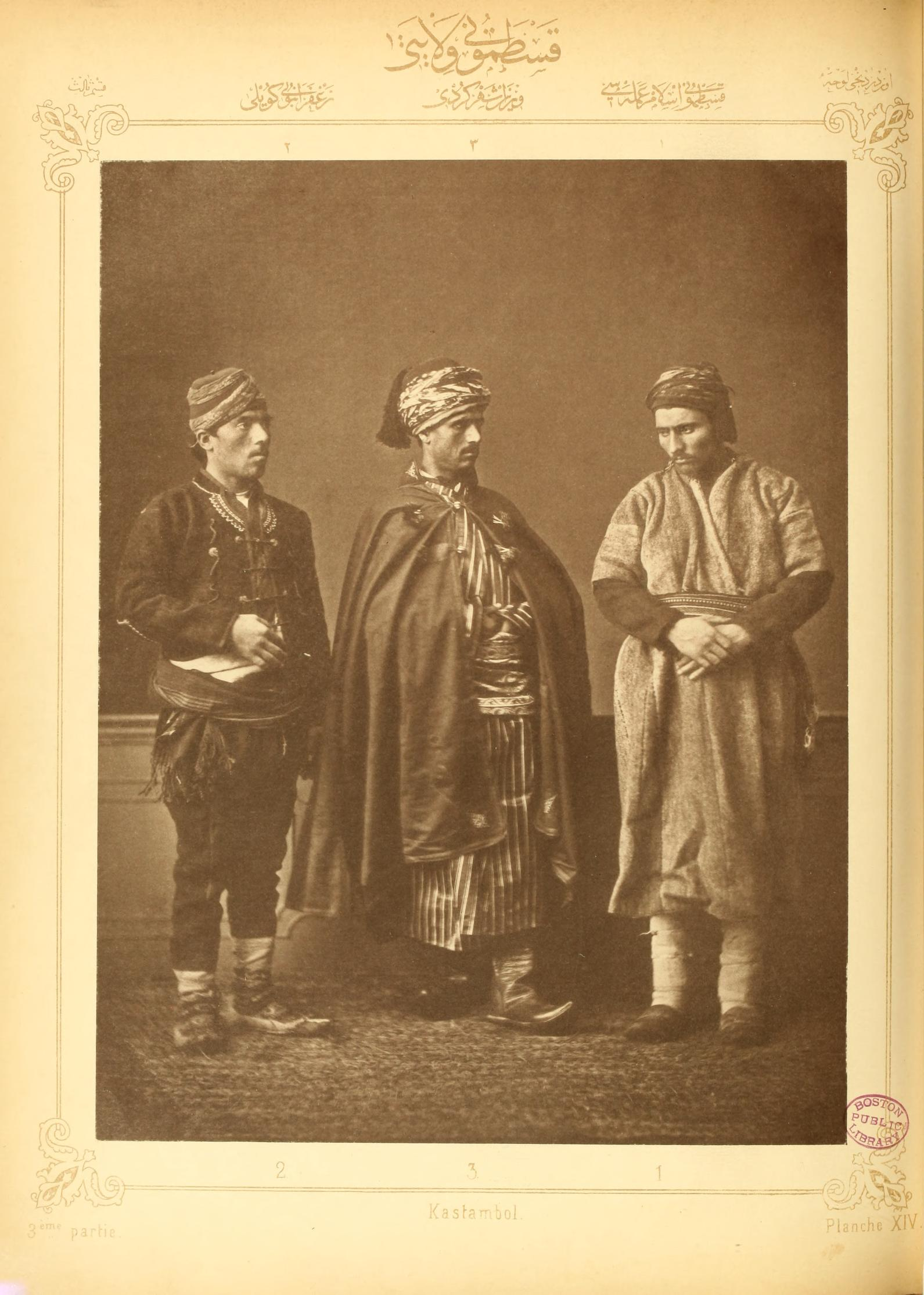
Ouvrier turc et paysan turc du vilayet de Kastamonu, Kurde de Viranşehir. Pascal Sebah, 1873

Au début du XXe siècle, la ville de Kastamonu sert de lieu de relégation pour les opposants au despotisme du sultan Abdülhamid II. En janvier 1906, la ville connaît une révolte contre l'administration et les réformes fiscales. Les habitants commencent par boycotter les élections municipales au motif que les municipalités n'ont aucun contrôle sur les taxes et les dépenses ; les manifestants, conduits par un ancien juge, Esad Efendi, et d'autres opposants en relégation, occupent le bureau du télégraphe pendant 10 jours et demandent au gouvernement le renvoi du gouverneur et du directeur des taxes. Le commandant militaire de la province, Ali Rıza Pacha, approuve leurs revendications et refuse d'user de la force contre eux, la gendarmerie locale étant considérée comme faible et peu fiable. Le 1er février, le gouvernement accepte le renvoi du gouverneur et du directeur et nomme Ali Rıza Pacha gouverneur par intérim ; celui-ci démet plusieurs fonctionnaires corrompus. La contestation s'étend à Sinope où les manifestants obligent le sous-gouverneur à monter dans un bateau pour Constantinople. Ces mouvements, qui s'étendront ensuite à d'autres régions de l'Empire, préfigurent la révolution des Jeunes-Turcs en 1908.
Pendant la Première Guerre mondiale en Orient, au printemps 1915, le port de Zonguldak est bombardé par la flotte russe. İnebolu est aussi bombardée à plusieurs reprises en 1915 et 1916.
Pendant la guerre d'indépendance turque (1919-1922), le port d'İnebolu est une base de ravitaillement des nationalistes turcs kémalistes, ce qui lui vaudra, après la guerre, la médaille de l'Indépendance. En revanche, les Grecs pontiques, considérés comme favorables aux envahisseurs grecs, sont expulsés de Turquie après le traité de Lausanne de 1923.

## Subdivisions
Le vilayet de Kastamonu comprenait les sandjaks (districts) suivants :
1. Sandjak de Kastamonu (Kastamonu, İnebolu, Safranbolu, Taşköprü, Daday, Cide, Tosya, Araç)
2. Sandjak de Kengiri (Çankiri, Çerkeş)
3. Sandjak de Sinope (Sinope, Boyabat, Ayancık)
4. Sandjak de Bolu (Bolu, Karadeniz Ereğli, Bartın, Gerede, Göynük, Akçakoca, Düzce, Devrek, Mudurnu)